# Prang

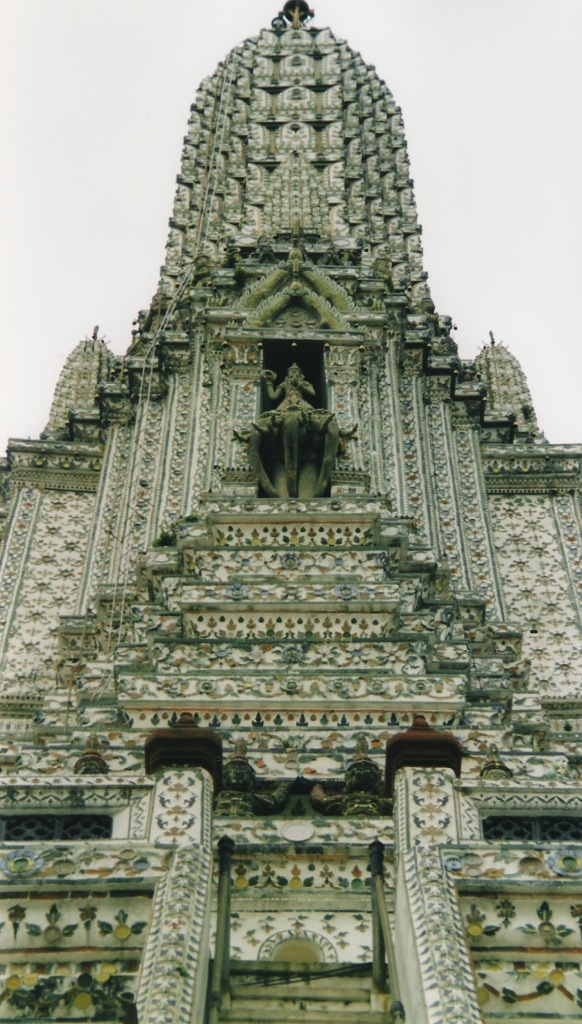
Prang w Wat Arun w Bangkoku

Prang – element sakralnej architektury khmerskiej w postaci bogato rzeźbionej wysokiej wieży nad świątynią. Początkowo prangi występowały w świątyniach hinduistycznych, lecz z pewnymi modyfikacjami zostały następnie zaadaptowane w tajskich świątyniach buddyjskich w okresie Sukhothai. W wersji buddyjskiej posiadają często niszę, w której umieszczony jest posąg Buddy.